# Corrales de los Fantasmas
Corrales de los Fantasmas es un complejo arqueológico y etnológico situado en las proximidades del barranco homónimo en Castielfabib, provincia de Valencia (Comunidad Autónoma de Valencia, España).

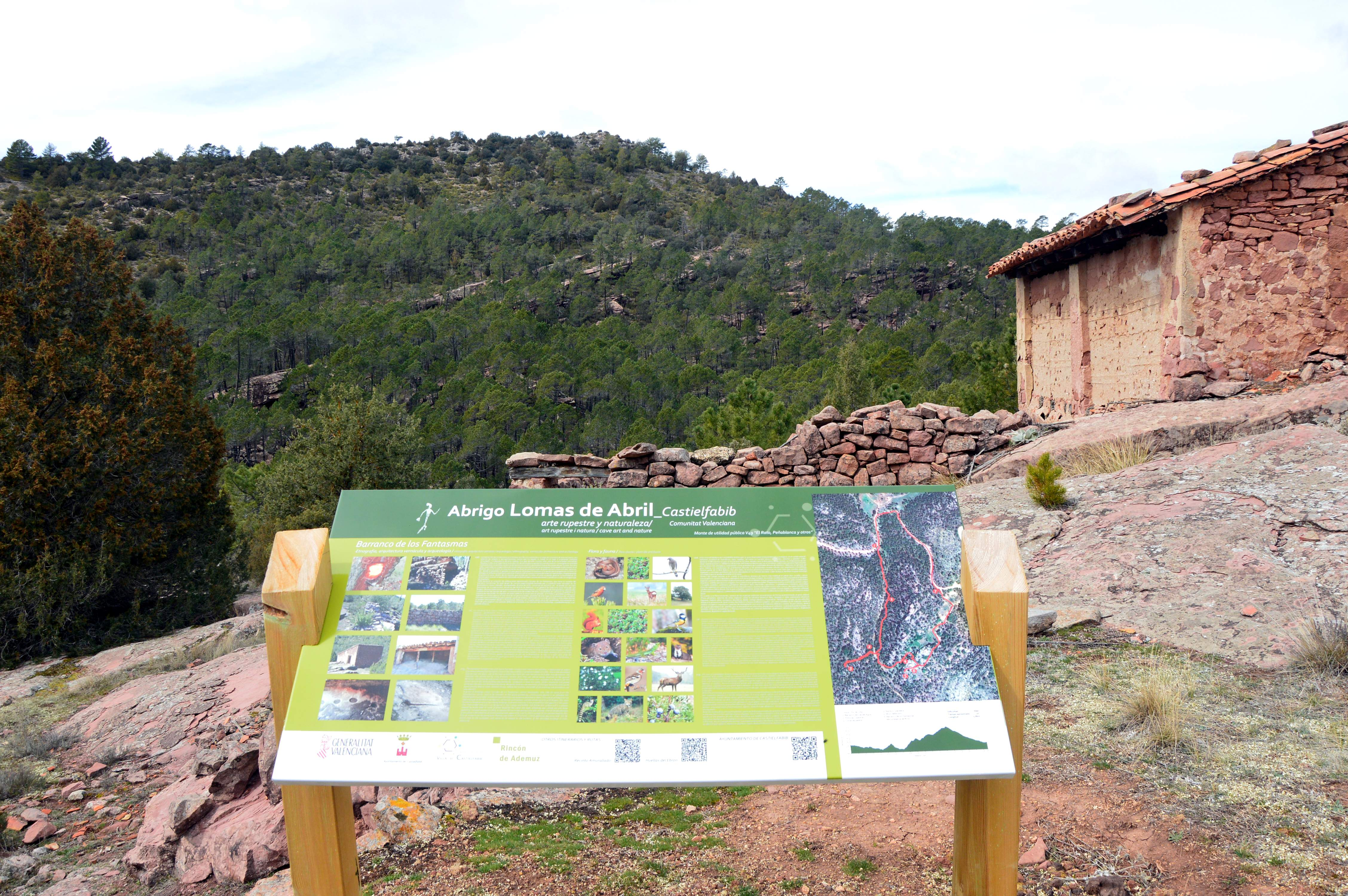
Detalle de panel informativo en Corrales de los Fantasmas, Castielfabib (Valencia), 2018.

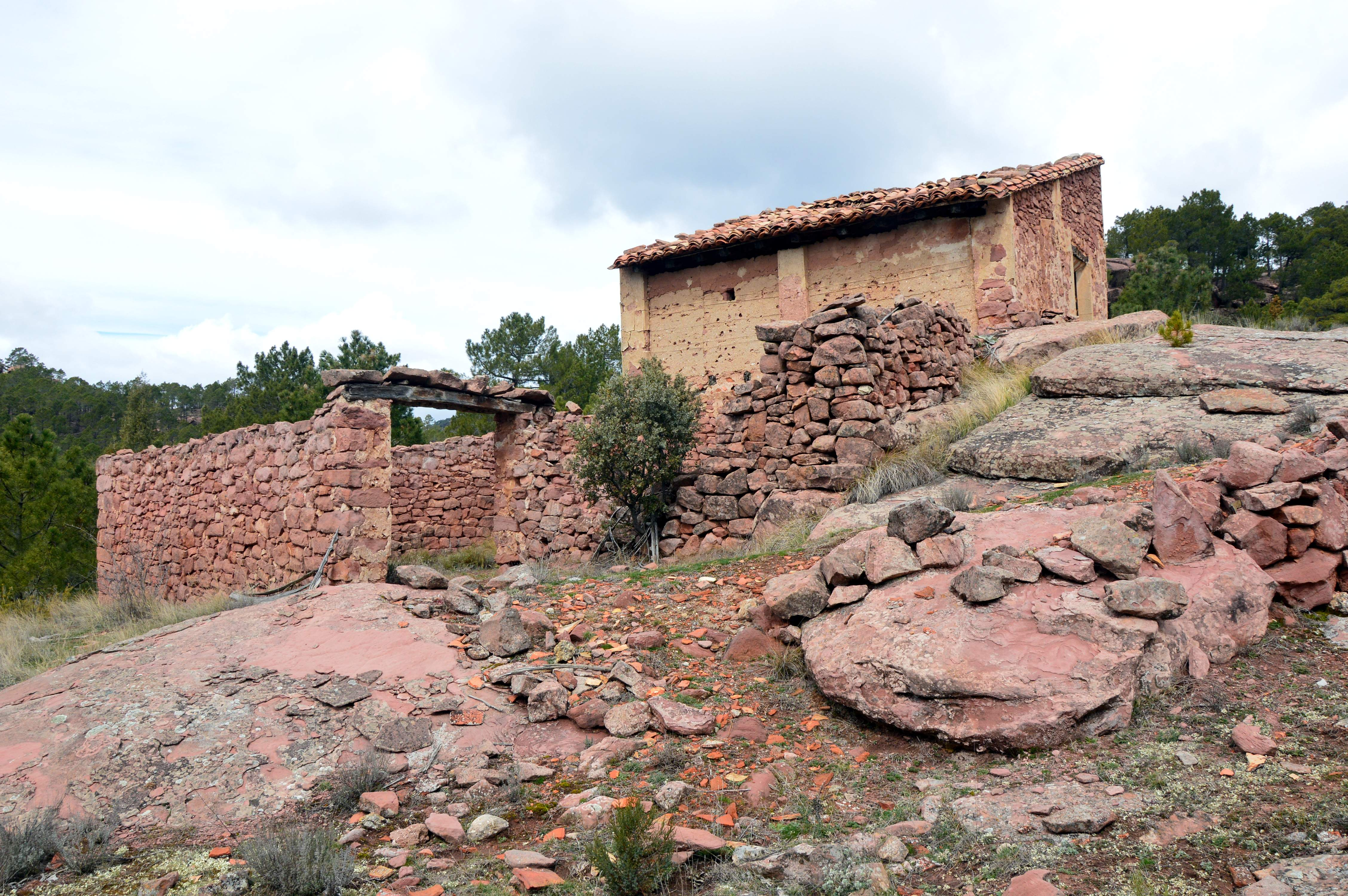
Detalle de construcciones tradicionales en Corrales de los Fantasmas, Castielfabib (Valencia), 2018.

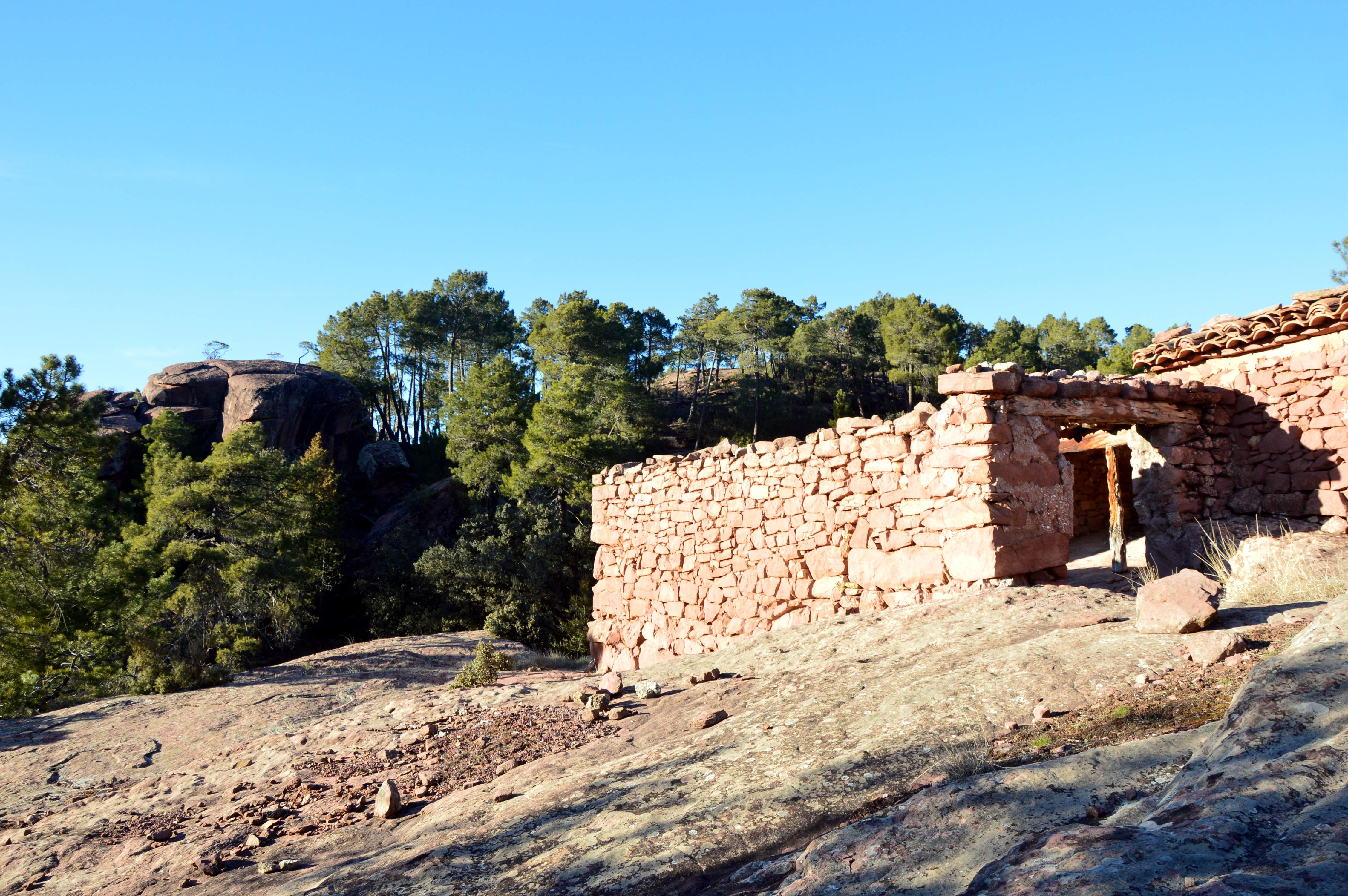
Detalle de construcción tradicional en Corrales de los Fantasmas, Castielfabib (Valencia), 2018.

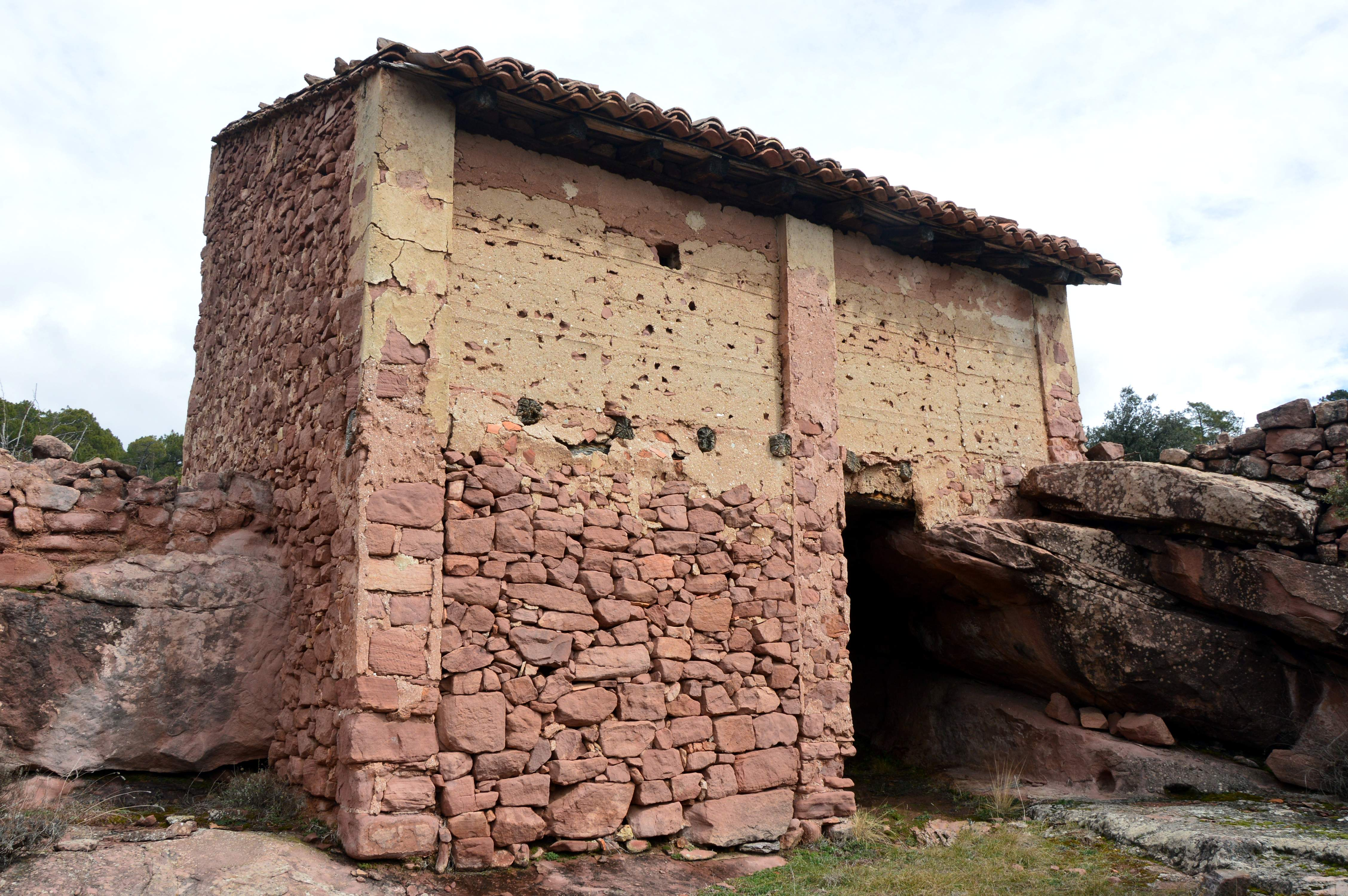
Detalle de construcciones tradicionales en Corrales de los Fantasmas, Castielfabib (Valencia), 2018.

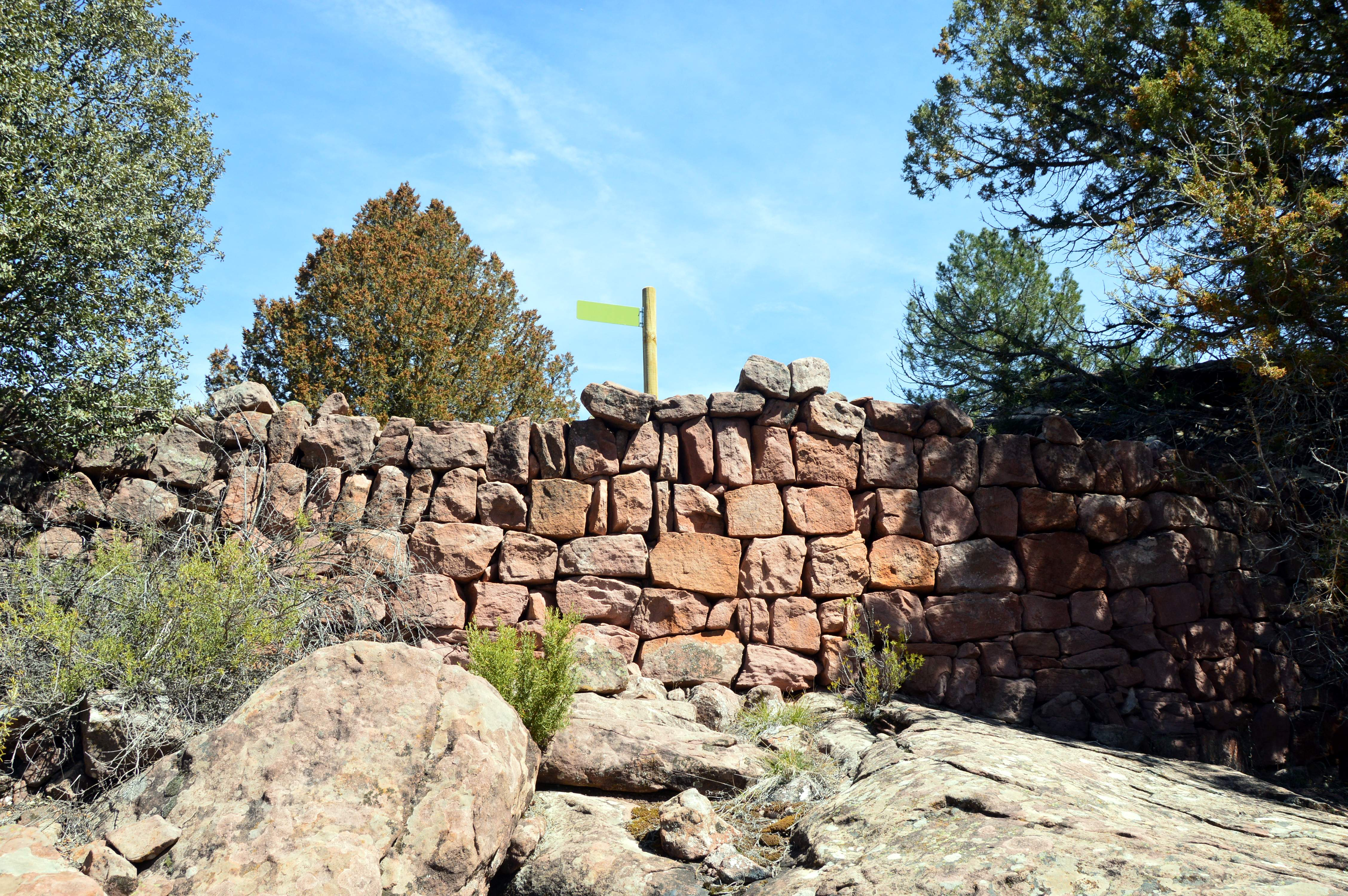
Detalle de muro defensivo en Corrales de los Fantasmas, Castielfabib (Valencia), 2018.

Ubicado en el extremo nororiental del Rincón de Ademuz –en el monte El Rodeno: lindante con los municipios turolenses de Tormón y Tramacastiel-, contiene también notables muestras de arquitectura tradicional (vernacular) vinculada al mundo agrario.

## Acceso
Para visitar el paraje desde el Rincón de Ademuz cabe ir a Castielfabib. El camino habitual, yendo en coche, es por la CN-420 en dirección a Cuenca, carretera de la que hay que desviarse poco más arriba de Los Santos, para seguir por la CV-479 en dirección a El Cuervo. Pasado Castielfabib, a medio camino de la villa turolense se coge otro desvío que surge a la derecha (CV-482), en dirección a Cuesta del Rato. La vía atraviesa el río Ebrón por un sólido puente y asciende por una carreterita hasta la aldea castielfabiense, aquí se encuentra la primera señal relativa a las pinturas rupestres del Abrigo Lomas de Abril.
Desde Cuesta del Rato hay que continuar por la pista asfaltada que sube hacia El Carril, en dirección a Tormón -a la altura de El Rato se encuentra el primer poste de pala indicando la dirección a seguir para visitar las pinturas rupestres-: hay que continuar por la pista de tierra, siguiendo las indicaciones que llevan al lugar arqueológico. Desde el poste de palas de El Rato hasta el panel del Abrigo de las Lomas de Abril existente en las inmediaciones del Prao Medias hay unos 6 kilómetros, el indicador se halla en el inicio del trayecto, un recorrido circular de 1,8 km d longitud, 1 hora de duración y dificultad baja.

## Ubicación y descripción
Parra acceder a los Corrales de los Fantasmas hay que seguir el sendero que discurre por el barranco del Val del Agua (que desagua en el río Turia por debajo de Mas de Jacinto) hasta el lugar frente al abrigo rupestre, situado al otro lado del barranco. Para visitar los corrales hay que continuar por el sendero rupestre y subir por la ladera izquierda del barranco hasta una Paridera (covacha cercada de piedra en seco y cubierta por una gran visera pétrea) donde se guardaba el ganado. Continuando por la senda se arriba hasta el lugar de los Corrales.
Los Corrales se encuentran en las inmediaciones del barranco homónimo, constan de dos grupos de construcciones situados en la ladera meridional:
- uno en la parte superior (formado por dos edificios adosados: un pajar y un corral con descubierto).
- otro en la parte inferior (formado por dos edificios separados por una «era de pan trillar»: el de la derecha, situado en posición surooriental, es un pajar mientras que el de la izquierda, situado en posición noroccidental es un pajar con corral y descubierto en la parte baja).

Todas los edificios están formados por muros de mampostería de piedra rodena encarada sin aglomerante, con algunas partes encofradas y machones tomados con yeso en las esquinas; la cobertura es de teja árabe a un agua. 
Dada la distancia a los lugares habitados más próximos (Castielfabib, Cuesta del Rato, Tormón), los pajares servían como residencia temporal a los lugareños que laboraban estas partidas del término en momentos puntuales del ciclo agrario: labranza, siembra, siega, trilla), y a los pastores que pacían sus ganados por la zona en verano y/o en momentos de tormenta.

## Arqueología
Las prospecciones arqueológicas llevadas a cabo en la zona (en 2014) tuvieron como finalidad la búsqueda de restos que pudieran contextualizar las pinturas rupestres del Abrigo de las Lomas de Abril y el conjunto de Corrales de los Fantasmas.

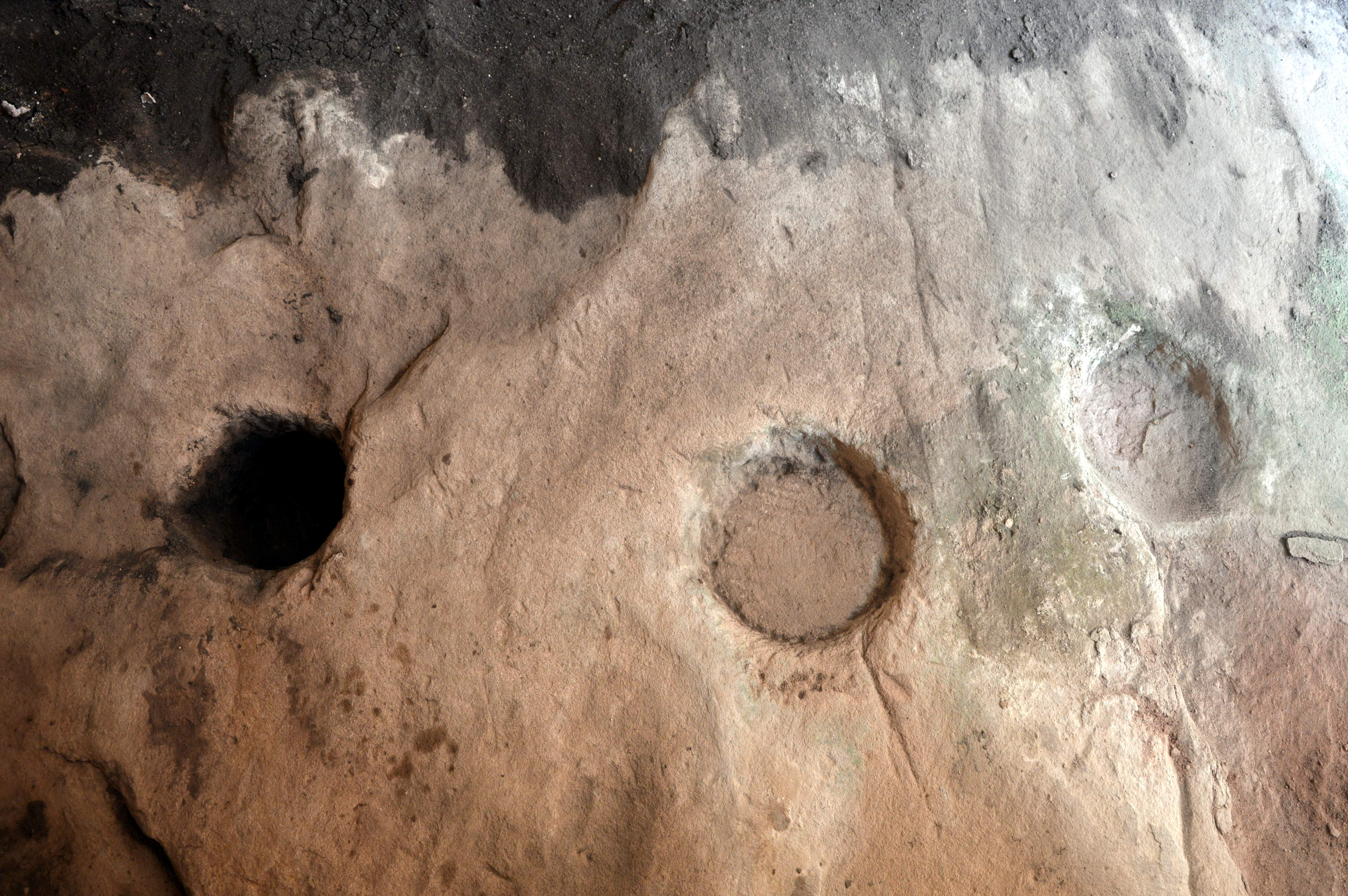
Detalle de insculturas en la roca tipo cazoleta en Corrales de los Fantasmas, Castielfabib (Valencia), 2018.

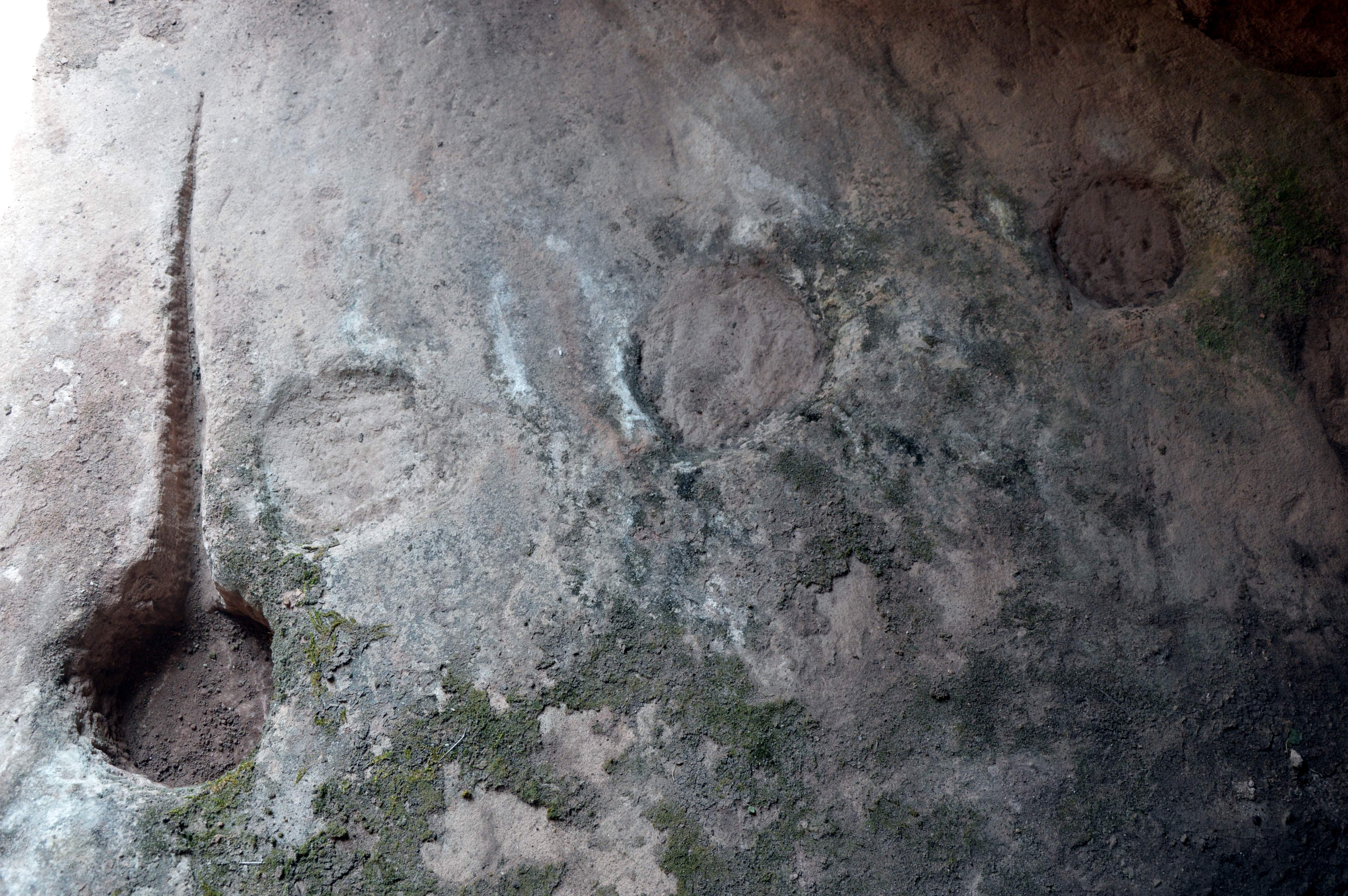
Detalle de insculturas tipo cazoleta (vistas desde una posición superior) en Corrales de los Fantasmas, Castielfabib (Valencia), 2018.

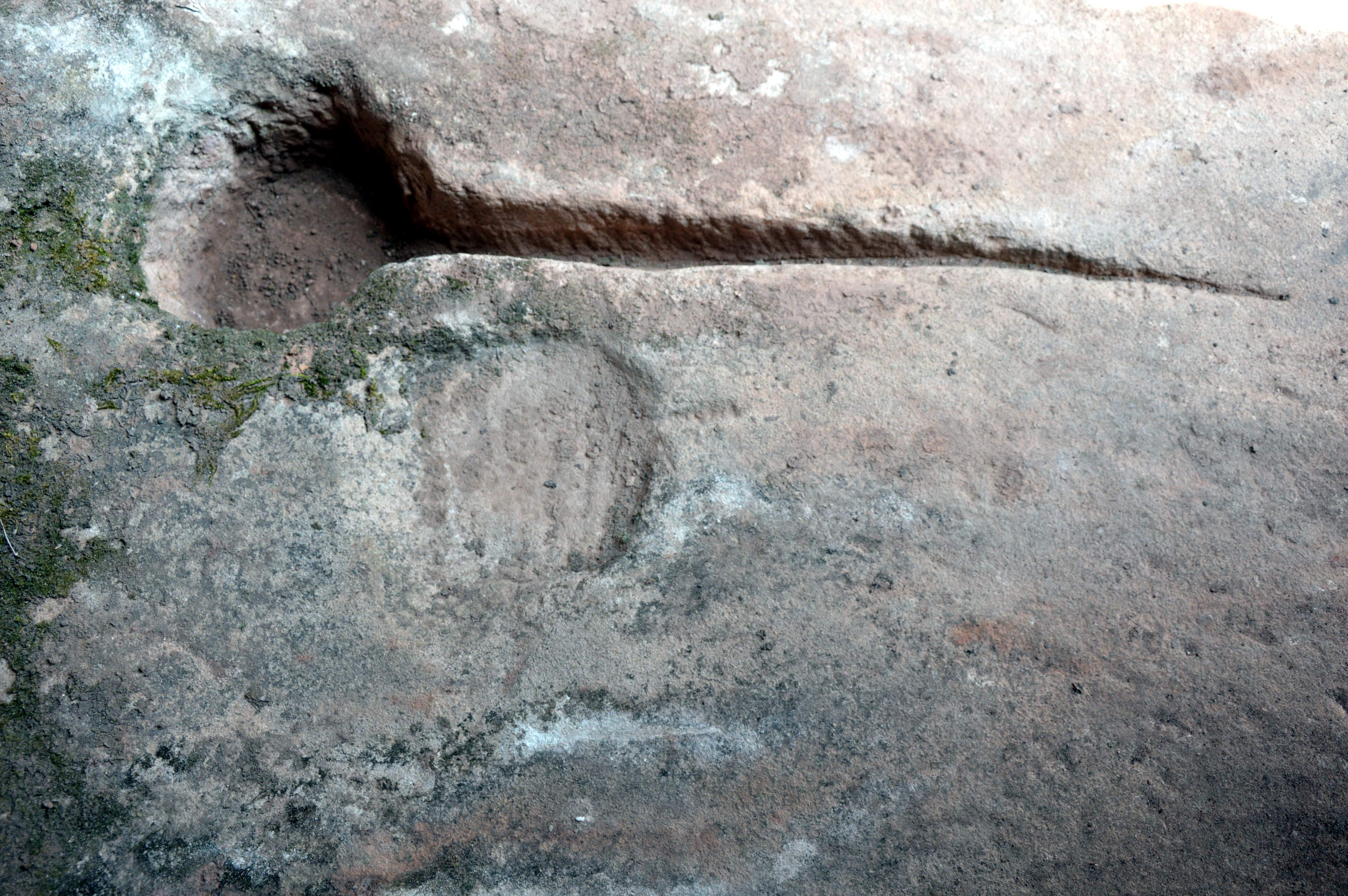
Detalle de insculturas tipo cazoleta (vistas desde la izquierda) en Corrales de los Fantasmas, Castielfabib (Valencia), 2018.

- Respecto a los Corrales de los Fantasmas:

En la zona cubierta del corral situado en posición noroccidental del grupo inferior de construcciones hay labrados en la roca del piso una serie de siete orificios circulares dispuestos horizontalmente -a modo de cazoletas de escasa profundidad y sin conexión entre ella-: las de los extremos son más profundas y muestran signos de haber sido labradas con objetos metálicos, con la particularidad de que la situada próxima a la entrada posee una profunda ranura lineal en su parte inferior.
Se trata de piedras labradas (copeladas, tipo petroglifos), presuntamente identificados como hornos para la extracción del aceite de enebro, aunque su forma no responde a la tipología lítica habitual (arboriforme, hojiforme, ramiforme) de los hogares descritos para este fin como petroglifos utilitarios. De haber servido de recipientes para extracción de miera datarían de una época anterior a la construcción de los edificios actuales.
Asimismo, en la parte baja del conjunto inferior hay un gran muro de piedra rodena (mampostería encarada sin aglomerante), identificado como «muro defensivo», y sin relación con las construcciones actuales: ello hace pensar que sirvió a fábricas anteriores.
- Respecto del Abrigo de las Lomas de Abril:

En ambos márgenes del barranco del Val del Agua y su confluencia con el barranco de Marín, se localizaron dos cavidades en un callejón de roca caliza: «Ambas conservan sedimentación, y en su superficie se recuperaron fragmentos de cerámica a mano de pasta depurada sin apenas desgrasante y con una superficie alisada»; podrían vincularse al Neolítico medio-final.

## Fauna y flora
La zona posee suelos calizos y silíceos, con especies animales y vegetales mediterráneas de alta montaña. En las zonas calizas predomina el bosque de sabina albar (Juniperus thurifera) y sabina negral (Juniperus phoenicea), así como el pino negral (Pinus nigra), mientras que en las zonas silíceas de areniscas rojizas (facies Bundsanstein) predomina el bosque de pinos rodeno (Pinus pinaster) y el sotobosque de brezos (Calluna vulgaris, Erica multiflora, Erica terminalis), las jaras o estepa de montaña (Cistus laurifolius, Cistus ladanifer, Cistus clussi), la gayuba (Arctostaphylos uva-ursi), y los quercus: encina (Quercus ilex), enebro (Juniperus oxicedrus), roble quejigo (Quercus faginea), roble melojo (Quercus pyrenaica), etc.
Respecto de la fauna, entre los mamíferos destaca de forma más habitual: el ciervo (Cervus elaphus), el corzo (Capreolus capreolus), el jabalí (Sus scrofa) y el zorro (Vulpes vulpes). 
Pueden encontrase también especies como la ardilla roja (Sciurus vulgaris), la cabra montés (Capra pyrenaica), la garduña (Martes foina), el gato montes (Felis silvestris) y la gineta (Genetta genetta).
En cuanto a aves podemos hallar: el arrendajo (Garrulus glandarius), el azor común (Accipiter gentilis), el cárabo común (Strix aluco), el carbonero garrapinos (Periparus ater), el gavilán (Accipiter nisus), el herrerillo capuchino (Lophophanes cristatus), la paloma torcaz (Columba palumbus), el pinzón vulgar (Fringilla coelebs) y el Piquituerto (Loxia curvirostra).
Por lo que a reptiles respecta, existe el lagarto ocelado (Timon lepidus), la lagartija colilarga (Psammodromus algirus), la culebra bastarda (Malpolon monspessulanus), la 
culebra de escalera (Rhinechis scalaris), etc.